# Cornu Luncii
Cornu Luncii é uma comuna romena localizada no distrito de Suceava, na região de Moldávia e Bucovina. A comuna possui uma área de 84.01 km² e sua população era de 7482 habitantes segundo o censo de 2007.